# Коста-де-Нобілі
Коста-де-Нобілі (італ. Costa de' Nobili) — муніципалітет в Італії, у регіоні Ломбардія, провінція Павія.
Коста-де-Нобілі розташована на відстані близько 440 км на північний захід від Рима, 40 км на південь від Мілана, 20 км на схід від Павії.
Населення — 361 особа (2014).

## Демографія
Населення за роками:

Станом на 1 січня 2023 року в муніципалітеті офіційно проживало 67 іноземців з 9 країн, серед них 34 громадяни країн Євросоюзу.

## Сусідні муніципалітети
- Кортеолона-е-Дженцоне
- П'єве-Порто-Мороне
- Сан-Ценоне-аль-По
- Санта-Кристіна-е-Біссоне
- Спесса
- Торре-де-Негрі
- Цербо